# Jesús María (Aguascalientes)
Jesús María es una ciudad del estado mexicano de Aguascalientes, situada a 11 km de la capital del estado y cabecera del municipio de Jesús María. Forma parte de la Zona metropolitana de Aguascalientes.
El municipio es predominantemente montañoso y con un clima de templado a frío, según la época del año.
Las principales actividades económicas del municipio son la ganadería, la agricultura (principalmente de lechuguilla) y la explotación forestal.
Para el año 2020 el municipio de Jesús María contaba con un total de 130 000 habitantes.

## Distancias
- Aguascalientes 1 km.
- Asientos 58 km.
- Calvillo 50 km.
- Rincón de Romos 34 km.
- Tepezalá 46 km.

## Hermanamientos
La ciudad de Jesús María está hermanada con las siguientes  ciudades:
- Queen Creek, Estados Unidos (2001).[5]
- Villa de Álvarez, México (2017).[6]
- Aserri, Costa Rica (2017).[7][8]
- Ciudad Valles, México (2017).[9]